# Khawr Fakkān
Khawr Fakkān (arabo: خورفكان), nota anche come Khawr al-Fakkān, Khor Fakkan o Fakkān,  è una municipalità dell'Emirato di Sharja, negli Emirati Arabi Uniti. Il territorio è un'exclave e centro portuale situato sulla costa orientale della penisola di Musandam, sul golfo di Oman; il porto e il suo entroterra dividono l'emirato di Fujaira nelle sue due parti principali.

## Storia
Situata in un'insenatura naturale (in arabo: khawr), Khawr Fakkān fu un porto importante in epoca medioevale. Sfidò le forze di conquista di Afonso de Albuquerque, viceré e governatore dell'India portoghese, che la espugnò nel 1507. Nei due secoli seguenti, venne contesa da portoghesi, omaniti e persiani, ma alla fine prevalsero gli omaniti. Lo sceicco di Sharja, allora alleato nominale del sultano di Mascate e Oman, approfittò dell'assenza del sultano nei suoi possedimenti africani (1832) per impadronirsi di Khawr Fakkān e della maggior parte del circostante distretto di Shumayliyyah.
Quando Fujaira venne riconosciuto, nel 1952, come stato separato dalla Gran Bretagna (all'epoca protettrice degli Stati della Tregua), la maggior parte del distretto passò a Fujaira, ma l'area di Khawr Fakkān rimase parte di Sharja. Oltre alle sue frontiere con Fujaira, confina per un breve tratto con l'emirato di Ras al-Khaima a ovest, mentre a sud vi è una zona dalla sovranità indeterminata rivendicata dal sultanato di Oman.
Dal 1964 Sharja incrementò le sue all'epoca magre entrate mediante l'emissione di numerosi francobolli con l'etichetta «Khor Fakkan»; praticamente tutti questi francobolli venivano stampati per la vendita ai collezionisti e non avevano nessun utilizzo postale. Le emissioni di francobolli dei singoli emirati e delle loro dipendenze ebbe termine con la creazione di un dipartimento postale centrale degli Emirati Arabi Uniti nel 1972.

## Geografia
Khawr Fakkān possiede uno dei pochi porti naturali degli Emirati Arabi Uniti, e certamente il migliore dell'emirato di Sharja, ma a causa sia del suo isolamento che per ragioni politiche, sono stati effettuati solo pochi investimenti per il miglioramento dell'area portuale, in particolare per quanto riguarda un'area adibita al trasporto dei container. I progetti di modernizzazione sono stati confinati prevalentemente alla città di Sharja, capitale dell'emirato, sul golfo Persico. Nonostante questa trascuratezza, è stato stimato che quando gli Emirati Arabi Uniti ottennero l'indipendenza (1971), Khawr Fakkān fosse il porto più affollato dell'emirato di Sharja. Era specializzato nel contrabbando di oro e merci di lusso attraverso il golfo di Oman e il mar Arabico verso i porti indiani e pakistani. Ora ospita una fabbrica di cemento e uno stabilimento per la fabbricazione di tubature.
L'exclave di Nahwa che si trova all'interno del territorio omanita di Madha fa parte della municipalità di Khor Fakkan.